# Solpugema hamata
Solpugema hamata är en spindeldjursart som först beskrevs av Hewitt 1914.  Solpugema hamata ingår i släktet Solpugema och familjen Solpugidae.

## Underarter
Arten delas in i följande underarter:
- S. h. hamata
- S. h. pietersi